# 林真美
林 真美（はやし まなみ、1988年2月22日 - ）は、日本のリポーター、タレント、女優である。
愛知県出身。舞夢プロ（東京・大阪芸能プロダクション）に所属。血液型はA型。身長156cm。

## 人物
趣味は、ヨガ、スノーボード、映画鑑賞。
特技は、フルート、ピアノ。
免許取得は、普通運転免許、英検二級。
方言は三河弁で、利き手は右手。

## 出演

### テレビ
- 2011年

NBN「特捜指令!アイチ☆ポリス」　
TX「美の巨人たち」
- 2012年

GBS他、6局ネット「温泉女子」レギュラー
- 2013年

NBN「みや～ちのいいモノ見つけ旅」
NBN「アイチ☆ポリスSeason3」
- 2014年

NBN「美の聖地　名古屋VS博多」モデル
- 2015年

NBN「アイチ☆ポリス7」
CBC「劇的会社」
NBN「アイチ☆ポリスMAX」
- 2016年

NBN「女子アナいいモノ見つけ旅」
ひまわりネットワーク「麻里絵の見せる庭作り」
ひまわりネットワーク「ようこそ　花＊花ライフ」（2014年～）
- 2017年

OCT「高校野球岐阜県予選」レポーター
NBN「浅沼道郎のいいモノ見つけ旅」
- 2018年

OCT「年末特番 せーの！2018」
OCT「高校野球岐阜県大会」応援レポーター
OCT「いいね！にっぽん」
OCT「大垣シナモ ソフトボールクラブ 生中継」
MTV「ボ～っト見せちゃいます。津ぅ」レギュラー（2014年～）
- 2019年

OCT「2019も突き進め！カラオケチャンピオン決定戦」

### テレビドラマ
- 孤独のグルメ Season4 第5話 （2014年8月6日、テレビ東京）  - しらすや事務員1   役

### 映画
- 2016年

室賀厚監督「復讐したい」レポーター役
- 2017年

本広克行監督「亜人」報道陣役
月川翔監督「君の膵臓をたべたい」花嫁の介添人役
- 2018年

黒土三男監督「星めぐりの町」保育士役

### レギュラー出演
- GBS「みらい創立キテミテ学校」リポーター（2013年～）
- OCT「デイリーUP」月レギュラーキャスター（2016年～）
- OCT「里見まさとのご町内探訪」アシスタント（2017年～）

### テレビ番組
- 2011年

NBN「特捜指令！アイチ☆ポリス」　
T X「美の巨人たち」
- 2012年

GBS他、6局ネット「温泉女子」レギュラー
- 2013年

NBN「みや～ちのいいモノ見つけ旅」
NBN「アイチ☆ポリスSeason3」
- 2014年

NBN「美の聖地　名古屋VS博多」モデル
- 2015年

NBN「アイチ☆ポリス7」
CBC「劇的会社」
NBN「アイチ☆ポリスMAX」
- 2016年

NBN「女子アナいいモノ見つけ旅」
ひまわりネットワーク「麻里絵の見せる庭作り」
ひまわりネットワーク「ようこそ　花＊花ライフ」（2014年～）
- 2017年

OCT「高校野球岐阜県予選」レポーター
NBN「浅沼道郎のいいモノ見つけ旅」
- 2018年

OCT「年末特番 せーの！2018」
OCT「高校野球岐阜県大会」応援レポーター
OCT「いいね！にっぽん」
OCT「大垣シナモ ソフトボールクラブ 生中継」
MTV「ボ～っト見せちゃいます。津ぅ」レギュラー（2014年～）
- 2019年

OCT「2019も突き進め！カラオケチャンピオン決定戦」

## CM
- 2012年
- 協和コーポレーション

ダイハツ工業「ミライース」
インフォマーシャル
- 2014年

ユニ～ママポケットランドセル
- 2016年

マツモト
マックスバリュ中部
- 2017年

レゴランドジャパン
十六カード
モンプル
マックスバリュ中部
- 2018年

マックスバリュ中部
協和コーポレーション

### ラジオ
- 2013年

NHK-FM FMシアター「いよう！」成美／踊り子役
NHK-FM FMシアター「タツ子さんの一日」
- 2016年

NHK-FM FMシアター「臨月」二階堂礼奈役

### ナレーション
- 2018年

OCT「地域で守る～ハリヨ～」
OCT 大垣まつり特番 ドキュメント第１弾「はじめの一歩」

### VP
- 2011年

au　　　
- 2012年

トーカイ
- 2013年

富士電機
中部電気保安協会
- 2015

ミツカン
- 2017年

トヨタ自動車
名古屋市
タクティー

### WEB
2016年
YouTube動画「長野県宮田村」

### 舞台
2012年　　
名古屋市文化振興事業団　ミュージカル「シンデレラ」

## 出展
日本タレント名鑑（VIPタイムズ)